# Thomas Narcejac
Thomas Narcejac [narsəˈʒak] (* 3. Juli 1908 in Rochefort-sur-Mer; † 7. Juni 1998 in Nizza; eigentlich Pierre Robert Ayraud) war ein französischer Krimi-Schriftsteller.

## Leben
Narcejac war Professor für Literatur und Philosophie. Bekannt ist er für seine psychologischen Kriminalromane, die er zusammen mit Pierre Boileau als „Boileau-Narcejac“ verfasste. Ihr gemeinsames Werk D’entre les morts wurde im Jahr 1958 von Alfred Hitchcock unter dem Titel Vertigo – Aus dem Reich der Toten verfilmt. Ihr Roman Die trauernden Witwer (Les Veufs) wurde im Filmdrama Labyrinth – Liebe ohne Ausweg (Entangled) (1993) mit Judd Nelson in der Hauptrolle verfilmt. Nach dem Tod von Boileau schrieb Narcejac alleine – unter dem Namen Pierre Boileau & Thomas Narcejac – weiter Krimis bis zu seinem Tod 1998.

## Verfilmungen
Literarische Vorlage
- 1955: Die Teuflischen (Les Diaboliques) – Regie: Henri-Georges Clouzot
- 1958: Vertigo – Aus dem Reich der Toten – Regie: Alfred Hitchcock – nach dem Roman D’entre les morts
- 1959: Mord bei 45 Touren (Meurtre en 45 tours) – Regie: Étienne Périer
- 1960: Tödliche Begegnung (Les Magiciens) – Regie: Serge Friedman
- 1961: Das Haus der Sünde (Maléfices) – Regie: Henri Decoin
- 1981: Leiche auf Urlaub – Regie: Hans-Jürgen Tögel – nach dem Roman Opération Primevère
- 1984: Gesichter des Schattens – Regie: Kristian Kühn – nach dem Roman Les Visages de l’ombre
- 1986: Liebesbriefe an einen Unbekannten (Letters to an Unknown Lover) – Regie: Peter Duffell – nach dem Roman Les Louves
- 1986: Rückfahrt in den Tod – Regie: Hans-Jürgen Tögel – nach dem Roman Abschied von Lucienne (Terminus)
- 1990: Das Geheimnis des gelben Geparden – Regie: Carlo Rola
- 1990: Tote leben nicht allein – Regie: Nina Grosse – nach dem Roman Wenn eine Tote mit zwei Männern lebt (La Tenaille)
- 1991: Body Parts – Regie: Eric Red – nach dem Roman Et mon tout est un homme
- 1991: Böses Erwachen (Les Démoniaques) – Regie: Pierre Koralnik – nach dem Roman Celle qui n’était plus
- 1992: Labyrinth – Liebe ohne Ausweg (Entangled) –  Regie: Max Fischer – nach dem Roman Die trauernden Witwer (Les Veufs)
- 1992: Stille Wasser (Les Eaux dormantes) – Regie: Jacques Trefouel
- 1993: Teuflisches Spiel (House of Secrets) – Regie: Mimi Leder
- 1996: Diabolisch – Regie: Jeremiah S. Chechik – Neufassung von Die Teuflischen (1955)

Drehbuch
- 1957: Einer starb zu früh (Les Louves) – nach seinem Roman – Regie: Louis Saslavsky
- 1959: Ihr Verbrechen war Liebe (Douze heures d’horloge)
- 1960: Augen ohne Gesicht (Les Yeux sans visage) – Regie: Georges Franju
- 1960: Mitternachtsmörder (Pleins feux sur l’assassin) – Regie: Georges Franju
- 1961: Verbrechen aus Liebe (Le Crime ne paie pas) – Regie: Gérard Oury – Drehbuch der 3. Episode

## Auszeichnungen
- 1948: Prix du Roman d’Aventures für La mort est du voyage
- 1974: Prix Mystère de la critique (gemeinsam mit Pierre Boileau) für Das Geheimnis von Eunerville (Le Secret d’Eunerville)